# Saison 2011 de l'équipe cycliste Sky
La saison 2011 de l'équipe cycliste Sky est la deuxième de cette équipe, lancée en 2010.

## Préparation de la saison 2011

### Arrivées et départs
| Arrivées          | Équipe 2010         |
| ----------------- | ------------------- |
| Davide Appollonio | Cervélo Test        |
| Alex Dowsett      | Trek Livestrong U23 |
| Jeremy Hunt       | Cervélo Test        |
| Christian Knees   | Milram              |
| Michael Rogers    | HTC-Columbia        |
| Rigoberto Urán    | Caisse d'Épargne    |
| Xabier Zandio     | Caisse d'Épargne    |

| Départs         | Équipe 2011           |
| --------------- | --------------------- |
| Sylvain Calzati | Bretagne-Schuller     |
| Nicolas Portal  | Directeur sportif Sky |
| Davide Viganò   | Leopard-Trek          |

## Coureurs et encadrement technique

### Effectif
| Effectif 2011            | Effectif 2011     | Effectif 2011    | Effectif 2011                      |
| Cycliste                 | Date de naissance | Pays             | Équipe précédente                  |
| ------------------------ | ----------------- | ---------------- | ---------------------------------- |
| Davide Appollonio        | 2 juin 1989       | Italie           | Cervélo TestTeam (2010)            |
| Kurt Asle Arvesen        | 9 février 1975    | Norvège          | Saxo Bank (2009)                   |
| John-Lee Augustyn        | 10 août 1986      | Afrique du Sud   | Barloworld (2009)                  |
| Michael Barry            | 18 décembre 1975  | Canada           | Columbia-HTC (2009)                |
| Edvald Boasson Hagen     | 17 mai 1987       | Norvège          | Columbia-HTC (2009)                |
| Kjell Carlström          | 18 octobre 1976   | Finlande         | Liquigas (2009)                    |
| Dario Cioni              | 2 décembre 1974   | Italie           | ISD-Neri (2009)                    |
| Steve Cummings           | 19 mars 1981      | Royaume-Uni      | Barloworld (2009)                  |
| Alex Dowsett             | 3 octobre 1988    | Royaume-Uni      | Trek Livestrong U23 (2010)         |
| Russell Downing          | 23 août 1978      | Royaume-Uni      | Candi TV-Marshalls Pasta RT (2009) |
| Juan Antonio Flecha      | 17 septembre 1977 | Espagne          | Rabobank (2009)                    |
| Christopher Froome       | 20 mai 1985       | Royaume-Uni      | Barloworld (2009)                  |
| Simon Gerrans            | 16 mai 1980       | Australie        | Cervélo TestTeam (2009)            |
| Mathew Hayman            | 20 avril 1978     | Australie        | Rabobank (2009)                    |
| Greg Henderson           | 10 septembre 1976 | Nouvelle-Zélande | Columbia-HTC (2009)                |
| Jeremy Hunt              | 12 mars 1974      | Royaume-Uni      | Cervélo TestTeam (2010)            |
| Peter Kennaugh           | 15 juin 1989      | Royaume-Uni      | 100% me (2009)                     |
| Christian Knees          | 5 mars 1981       | Allemagne        | Team Milram (2010)                 |
| Thomas Lövkvist          | 4 avril 1984      | Suède            | Columbia-HTC (2009)                |
| Lars Petter Nordhaug     | 14 mai 1984       | Norvège          | Joker Bianchi (2009)               |
| Serge Pauwels            | 21 novembre 1983  | Belgique         | Cervélo TestTeam (2009)            |
| Morris Possoni           | 1 juillet 1984    | Italie           | Columbia-HTC (2009)                |
| Michael Rogers           | 20 décembre 1979  | Australie        | HTC-Columbia (2010)                |
| Ian Stannard             | 25 mai 1987       | Royaume-Uni      | ISD-Neri (2009)                    |
| Christopher Sutton       | 10 septembre 1984 | Australie        | Garmin-Slipstream (2009)           |
| Ben Swift                | 5 novembre 1987   | Royaume-Uni      | Katusha (2009)                     |
| Geraint Thomas           | 25 mai 1986       | Royaume-Uni      | Barloworld (2009)                  |
| Rigoberto Urán           | 26 janvier 1987   | Colombie         | Caisse d'Épargne (2010)            |
| Bradley Wiggins          | 28 avril 1980     | Royaume-Uni      | Garmin-Slipstream (2009)           |
| Xabier Zandio            | 17 mars 1977      | Espagne          | Caisse d'Épargne (2010)            |
|                          |                   |                  |                                    |
| Source : ProCyclingStats |                   |                  |                                    |

## Bilan de la saison

### Victoires
| Date       | Course                                             | Pays               | Classe | Vainqueur            |
| ---------- | -------------------------------------------------- | ------------------ | ------ | -------------------- |
| 19/01/2011 | 2e étape du Tour Down Under                        | Australie          | WT     | Ben Swift            |
| 23/01/2011 | 6e étape du Tour Down Under                        | Australie          | WT     | Ben Swift            |
| 18/02/2011 | 3e étape du Tour de l'Algarve                      | Portugal           | 2.1    | Steve Cummings       |
| 27/02/2011 | Kuurne-Bruxelles-Kuurne                            | Belgique           | 1.1    | Christopher Sutton   |
| 07/03/2011 | 2e étape de Paris-Nice                             | France             | WT     | Gregory Henderson    |
| 17/04/2011 | 5e étape du Tour de Castille-et-León               | Espagne            | 2.1    | Ben Swift            |
| 01/05/2011 | 5e étape du Tour de Romandie                       | Suisse             | WT     | Ben Swift            |
| 17/05/2011 | 2e étape du Tour de Californie                     | États-Unis         | 2.HC   | Ben Swift            |
| 18/05/2011 | 3e étape du Tour de Californie                     | États-Unis         | 2.HC   | Gregory Henderson    |
| 25/05/2011 | 1re étape du Tour de Bavière                       | Allemagne          | 2.HC   | Edvald Boasson Hagen |
| 28/05/2011 | 4e étape du Tour de Bavière                        | Allemagne          | 2.HC   | Bradley Wiggins      |
| 29/05/2011 | Classement général du Tour de Bavière              | Allemagne          | 2.HC   | Geraint Thomas       |
| 04/06/2011 | 3e étape du Tour de Luxembourg                     | Luxembourg         | 2.HC   | Davide Appollonio    |
| 12/06/2011 | Classement général du Critérium du Dauphiné        | France             | WT     | Bradley Wiggins      |
| 23/06/2011 | Championnat de Norvège du contre-la-montre         | Norvège            | CN     | Edvald Boasson Hagen |
| 26/06/2011 | Championnat de Grande-Bretagne sur route           | Royaume-Uni        | CN     | Bradley Wiggins      |
| 03/07/2011 | Championnat de Finlande sur route                  | Finlande           | CN     | Kjell Carlström      |
| 07/07/2011 | 5e étape du Tour d'Autriche                        | Autriche           | 2.HC   | Ian Stannard         |
| 07/07/2011 | 6e étape du Tour de France                         | France             | WT     | Edvald Boasson Hagen |
| 20/07/2011 | 17e étape du Tour de France                        | France             | WT     | Edvald Boasson Hagen |
| 07/08/2011 | Classement général du Tour du Danemark             | Danemark           | 2.HC   | Simon Gerrans        |
| 14/08/2011 | 6e étape de l'Eneco Tour                           | Pays-Bas           | WT     | Edvald Boasson Hagen |
| 14/08/2011 | Classement général de l'Eneco Tour                 | Pays-Bas/ Belgique | WT     | Edvald Boasson Hagen |
| 21/08/2011 | Vattenfall Cyclassics                              | Allemagne          | WT     | Edvald Boasson Hagen |
| 21/08/2011 | 2e étape du Tour d'Espagne                         | Espagne            | WT     | Christopher Sutton   |
| 23/08/2011 | 1re étape du Tour du Poitou-Charentes              | France             | 2.1    | Davide Appollonio    |
| 26/08/2011 | 5e étape du Tour du Poitou-Charentes               | France             | 2.1    | Alex Dowsett         |
| 07/09/2011 | 17e étape du Tour d'Espagne                        | Espagne            | WT     | Christopher Froome   |
| 11/09/2011 | Classement général du Tour d'Espagne               | Espagne            | WT     | Christopher Froome   |
| 04/09/2011 | Championnat de Grande-Bretagne du contre-la-montre | Royaume-Uni        | CN     | Alex Dowsett         |
| 18/09/2011 | 8ea étape du Tour de Grande-Bretagne               | Royaume-Uni        | 2.1    | Alex Dowsett         |
| 30/09/2011 | 2e étape du Tour de Wallonie picarde               | Belgique           | 2.1    | Christopher Sutton   |
| 06/10/2011 | Paris-Bourges                                      | France             | 1.1    | Mathew Hayman        |

### Résultats sur les courses majeures
Les tableaux suivants représentent les résultats de l'équipe dans les principales courses du calendrier international (les cinq classiques majeures et les trois grands tours). Pour chaque épreuve est indiqué le meilleur coureur de l'équipe, son classement ainsi que les accessits glanés par Sky sur les courses de trois semaines.

#### Classiques
| Classique            | Milan-San Remo             | Tour des Flandres    | Paris-Roubaix            | Liège-Bastogne-Liège | Tour de Lombardie    |
| -------------------- | -------------------------- | -------------------- | ------------------------ | -------------------- | -------------------- |
| Coureur (classement) | Edvald Boasson Hagen (30e) | Geraint Thomas (10e) | Juan Antonio Flecha (9e) | Rigoberto Urán (5e)  | Rigoberto Urán (19e) |

#### Grands tours
| Grand tour           | Tour d'Italie         | Tour de France                              | Tour d'Espagne                                                  |
| -------------------- | --------------------- | ------------------------------------------- | --------------------------------------------------------------- |
| Coureur (classement) | Thomas Lövkvist (20e) | Rigoberto Urán (24e)                        | Christopher Froome (1er)                                        |
| Accessits            | -                     | 2 victoires d'étapes (Edvald Boasson Hagen) | 2 victoires d'étapes (Christopher Sutton et Christopher Froome) |

### Classement UCI
L'équipe Sky termine à la quinzième place du World Tour avec 1 069 points. Ce total est obtenu par l'addition des points des cinq meilleurs coureurs de l'équipe au classement individuel que sont Bradley Wiggins, 9e avec 289 points, Edvald Boasson Hagen, 11e avec 260 points, Christopher Froome, 15e avec 230 points, Rigoberto Urán, 24e avec 179 points, et Simon Gerrans, 38e avec 111 points,.
| Rang | Coureur              | Points |
| ---- | -------------------- | ------ |
| 9    | Bradley Wiggins      | 289    |
| 11   | Edvald Boasson Hagen | 260    |
| 15   | Christopher Froome   | 230    |
| 24   | Rigoberto Urán       | 179    |
| 38   | Simon Gerrans        | 111    |
| 54   | Ben Swift            | 91     |
| 66   | Steve Cummings       | 71     |
| 83   | Peter Kennaugh       | 51     |
| 132  | Christopher Sutton   | 17     |
| 144  | Gregory Henderson    | 11     |
| 145  | Davide Appollonio    | 11     |
| 148  | Juan Antonio Flecha  | 10     |
| 155  | Geraint Thomas       | 7      |
| 160  | Thomas Lövkvist      | 6      |
| 176  | Mathew Hayman        | 4      |
| 204  | Alex Dowsett         | 2      |